# Maureen McGovern
Maureen McGovern (* 27. Juli 1949 in Youngstown, Ohio) ist eine US-amerikanische Sängerin und Schauspielerin.

## Leben und Wirken
Nachdem McGovern 1967 die Highschool abgeschlossen hatte, arbeitete sie als Sekretärin und sang nebenbei in einer Folkband namens Sweet Rain. 20th Century Records verpflichtete 1972 McGovern als Sängerin für das Titellied The Morning After des Katastrophenfilms Die Höllenfahrt der Poseidon, geschrieben von Al Kasha und Joel Hirschhorn. Das Lied erreichte 1973 Platz 1 der US-Billboardcharts und wurde mit einem Oscar prämiert. In den zwei folgenden Jahren sang sie wiederum Titelsongs zu den Filmen Flammendes Inferno und Gold ein, für den Song We May Never Love Like This Again gab es abermals einen Oscar (1975). Für Wherever Love Takes Me gab es eine Oscarnominierung. 
In Flammendes Inferno übernahm sie auch eine kleine Nebenrolle als Sängerin. Es folgten weitere Film- und Fernsehrollen, am bekanntesten wohl als die musizierende Nonne in den Komödien Die unglaubliche Reise in einem verrückten Flugzeug (1980) und Die unglaubliche Reise in einem verrückten Raumschiff (1982). Anfang der 1980er spielte McGovern in verschiedenen Broadway-Produktionen. 
Mitte des Jahrzehnts nahm sie allmählich ihre Karriere als Solistin wieder auf und wurde zur Interpretin zahlreicher Kompositionen des Great American Songbook. Sie widmete jeweils eine CD dem Werk von Harold Arlen (Out of This World), George Gershwin (Naughty Baby) und Alan Bergman & Marilyn Bergman (The Music Never Ends). 1989 sang sie erstmals in der Carnegie Hall. 1996 und 1997 war McGovern jeweils für einen Grammy nominiert.
Im Jahr 2008 veröffentlichte sie mit A Long and Winding Road ein Album mit Coverversionen berühmter Popsongs von Paul Simon, Bob Dylan, James Taylor, Lennon/McCartney und anderen.
2022 wurde bekannt, dass Maureen McGovern an der Alzheimer-Krankheit erkrankt ist.

## Diskografie

### Alben
| Jahr | Titel             | Höchstplatzierung, Gesamtwochen, AuszeichnungChartsChartplatzierungen (Jahr, Titel, Platzierungen, Wochen, Auszeichnungen, Anmerkungen) | Anmerkungen |
| Jahr | Titel             | US | Anmerkungen |
| ---- | ----------------- | --- | ----------- |
| 1973 | The Morning After | US77 (16 Wo.)US |             |

Weitere Alben
- 1974: Nice to Be Around
- 1975: Academy Award Performance
- 1979: Maureen McGovern
- 1987: Another Woman in Love
- 1988: State of the Heart
- 1989: Naughty Baby
- 1992: Baby I’m Yours
- 1996: Out of This World
- 1997: The Music Never Ends
- 1998: Christmas With Maureen McGovern
- 1998: The Pleasure of His Company
- 2008: A Long and Winding Road

### Singles
| Jahr | Titel Album                                                 | Höchstplatzierung, Gesamtwochen, AuszeichnungChartplatzierungen (Jahr, Titel, Album, Platzierungen, Wochen, Auszeichnungen, Anmerkungen) | Höchstplatzierung, Gesamtwochen, AuszeichnungChartplatzierungen (Jahr, Titel, Album, Platzierungen, Wochen, Auszeichnungen, Anmerkungen) | Anmerkungen |
| Jahr | Titel Album                                                 | UK | US | Anmerkungen |
| ---- | ----------------------------------------------------------- | --- | --- | ----------- |
| 1973 | The Morning After                                           | — | US1 Gold · (15 Wo.)US |             |
| 1973 | I Won’t Last a Day Without You The Morning After            | — | US89 (5 Wo.)US |             |
| 1974 | Give Me a Reason to Be Gone Nice to Be Around               | — | US71 (7 Wo.)US |             |
| 1974 | We May Never Love Like This Again Academy Award Performance | — | US83 (4 Wo.)US |             |
| 1976 | The Continental Academy Award Performance                   | UK16 (8 Wo.)UK | — |             |
| 1978 | Can You Read My Mind Maureen McGovern                       | — | US52 (9 Wo.)US |             |
| 1979 | Different Worlds Maureen McGovern                           | — | US18 (16 Wo.)US |             |

Weitere Singles
- 1974: Nice to Be Around
- 1975: Even Better Than I Know Myself
- 1975: Love Songs Are Getting Harder to Sing
- 1978: Very Special Love
- 1979: Can’t Take My Eyes off You
- 1980: We Could Have It All
- 1980: Bottom Line
- 1981: Halfway Home
- 1987: I Could Have Been a Sailor
- 1988: The Same Moon
- 1992: You Belong To Me
- 1996: Any Place I Hang My Hat Is Home